# António Carneiro
Pour les articles homonymes, voir Carneiro (homonymie).
António Carneiro, né le 16 septembre 1872 à Amarante et mort le 31 mars 1930 à Porto, est un peintre portugais. 